# Лебедев (Гомельская область)
Лебедев (бел. Лебедзеў) — посёлок в Чеботовичском сельсовете Буда-Кошелёвского района Гомельской области Белоруссии.

## География

### Расположение
В 19 км на юго-запад от районного центра и железнодорожной станции Буда-Кошелёвская (на линии Жлобин — Гомель), 57 км от Гомеля.

## Транспортная сеть
Транспортные связи по просёлочной, затем автомобильной дороге Жлобин — Гомель. Планировка состоит из чуть изогнутой короткой улицы, ориентированной с юго-востока на северо-запад и застроенной односторонне деревянными усадьбами.

## История
Основан в начале XX века переселенцами с соседних деревень. В скором времени здесь начал работать ветряная мельница. Наиболее активная застройка приходится на 1920-е годы. В 1929 году жители деревни вступили в колхоз. В 1959 году в составе совхоза «Чеботовичи» (центр — деревня Чеботовичи).

## Население

### Численность
- 2004 год — 14 хозяйств, 20 жителей.

### Динамика
- 1959 год — 56 жителей (согласно переписи).
- 2004 год — 14 хозяйств, 20 жителей.